# لويس باولينو سيليس
لويس باولينو سيليس كالديرون (بالإسبانية: Luis Paulino Siles Calderón)‏ ، من مواليد 13 ديسمبر 1941 ، حكم كرة قدم كوستاريكي دولي سابق.
حكم في بطولة كأس العالم لكرة القدم 1982.

## روابط خارجية
- لويس باولينو سيليس على موقع Soccerway.com (الإنجليزية)
- لويس باولينو سيليس على موقع أوليمبيديا (الإنجليزية)